# Virginia Slims of Dallas 1984
Virginia Slims of Dallas 1984 — жіночий тенісний турнір, що проходив на закритих кортах з килимовим покриттям Moody Coliseum у Далласі (США). Належав до Світової чемпіонської серії Вірджинії Слімс 1984. Відбувсь утринадцяте і тривав з 19 березня до 25 березня 1984 року. Третя сіяна Гана Мандлікова здобула титул в одиночному розряді й отримала за це 28 тис. доларів США.

## Фінальна частина

### Одиночний розряд
Гана Мандлікова —  Кеті Джордан 7–6(7–3), 3–6, 6–1
- Для Мандлікової це був 4-й титул в одиночному розряді за сезон і 20-й — за кар'єру.

### Парний розряд
Леслі Аллен /  Енн Вайт —  Сенді Коллінз /  Елізабет Соєрс 6–4, 5–7, 6–2
- Для Аллен це був 1-й титул за рік і 5-й — за кар'єру. Для Вайт це був 3-й титул за сезон і за кар'єру.